# Storia degli Stati Uniti d'America (1865-1918)

## Contesto storico

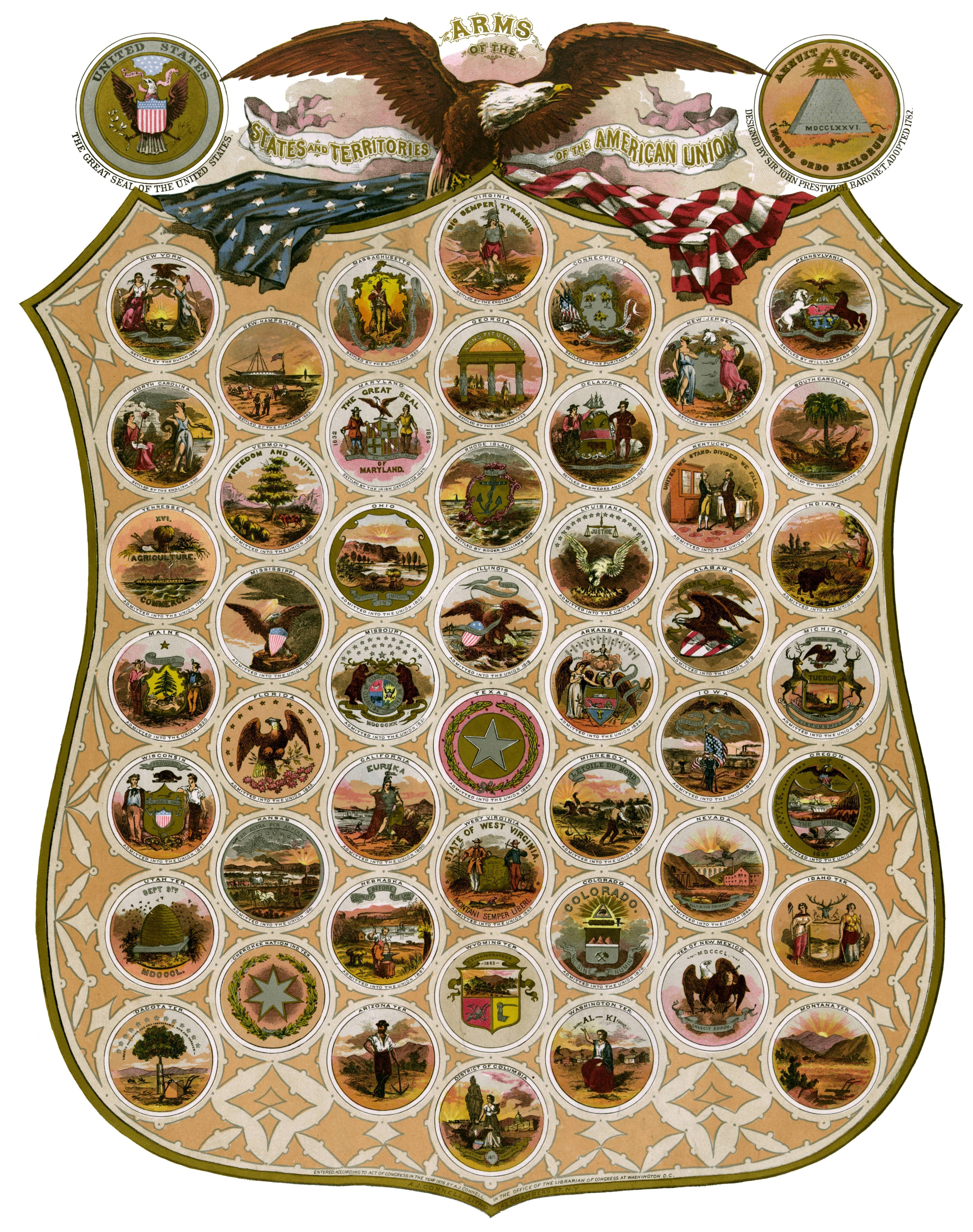
Stemmi dei 48 stati che componevano gli Stati Uniti d'America nel 1876

Alla fine della Guerra di secessione gli Stati Uniti d'America erano ancora amaramente divisi. Nel sud la politica federale di ricostruzione continuò ancora per un decennio, prima di arrivare a una conclusione e molte delle leggi sui diritti civili, passate immediatamente dopo la fine della guerra, furono abbandonate in fretta.
Ad ovest il paese continuava ad espandersi, alimentato da un flusso di nuovi immigrati senza precedenti, che portò a molti conflitti con le tribù Sioux e Apache; in seguito buona parte della popolazione nativa verrà eliminata da questi territori.
L'industria statunitense si espanse rapidamente fino all'alba del XX secolo e gli USA divennero potenza economica dominante che seppe prendere posto tra le potenze imperiali del periodo. L'esplosione economica venne accompagnata dalla crescita del populismo e del movimento operaio statunitense.
Questo periodo storico si conclude con il coinvolgimento degli Stati Uniti d'America nella prima guerra mondiale.

## Ricostruzione
La Ricostruzione fu il periodo successivo alla Guerra di secessione statunitense in cui gli stati meridionali, che avevano aderito alla sconfitta Confederazione, vennero reintegrati nell'Unione. L'Alaska venne annessa nel 1867, in seguito al suo acquisto dall'Impero russo.

## Guerre indiane

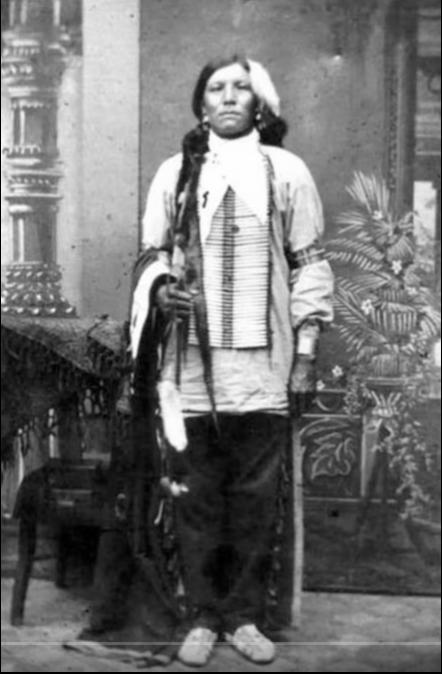
Determinati a guidare la resistenza delle loro genti contro i bianchi espropriatori, Cavallo Pazzo (probabilmente l'uomo nella foto) e Toro Seduto formarono una coalizione di combattenti indigeni, battendo cinque unità di cavalleria del generale statunitense Custer durante la battaglia di Little Big Horn.

Così come negli stati orientali, l'espansione in pianure e montagne di minatori, contadini e coloni portò ad un incremento dei conflitti con le popolazioni indigene anche negli stati dell'ovest. Tali guerre, con il loro carico di atrocità, continuarono fino al 1890.
Ben prima, i mezzi di sussistenza e le società delle popolazioni indigene delle Grandi Pianure vennero distrutte dai cacciatori di bisonti; bisonti portati quasi all'estinzione dalla caccia indiscriminata perpetrata nei periodi successivi al 1870.
La politica federale americana, a partire dall'amministrazione di James Monroe, fu quella di spostare le popolazioni indigene al di là della frontiera dei bianchi, in una serie di riserve indiane. I "riformatori" bianchi, d'altra parte, pensavano che le popolazioni indigene dovessero assimilare forzatamente la cultura dei bianchi. Il governo federale costruì addirittura una scuola, in Pennsylvania, nel tentativo di imporre il credo e i valori della popolazione bianca alle gioventù indigene.
Nel 1887, il Dawes Act rovesciò la politica nei confronti dei nativi, permettendo al presidente degli Stati Uniti di dividere le terre tribali e parcellare 160 acri (0.65 km²) di terra ad ogni capofamiglia. Tali spartizioni dovevano essere garantite dal governo per 25 anni, trascorsi i quali si guadagnava la proprietà a pieno titolo della terra, così come la cittadinanza statunitense. Le terre non distribuite a questa maniera, comunque, venivano vendute ai coloni. Questa politica portò alla perdita per i nativi di circa metà dei loro territori, sia dal punto di vista dell'estensione che del valore economico. L'organizzazione comunitaria delle tribù risultò anch'essa quasi completamente distrutta, portando inevitabilmente all'ulteriore danneggiamento della cultura tradizionale delle popolazioni indigene sopravvissute.
Il Dawes Act era un tentativo di integrare gli indiani con il resto della popolazione; la maggioranza accettò il processo e si inserì nella società americana, lasciando traccia di origini indiane in milioni di famiglie americane. I nativi che rifiutarono l'integrazione restarono in povertà nelle riserve, venendo però forniti di cibo e medicine dal governo federale, il quale si occupava anche dell'istruzione.
Nel 1934 la politica statunitense nei confronti degli indiani cambiò nuovamente: con l'Indian Reorganization Act si tentò infatti di proteggere la vita comunitaria e tribale nelle riserve.

## Industrializzazione e immigrazione

### Rivoluzione industriale

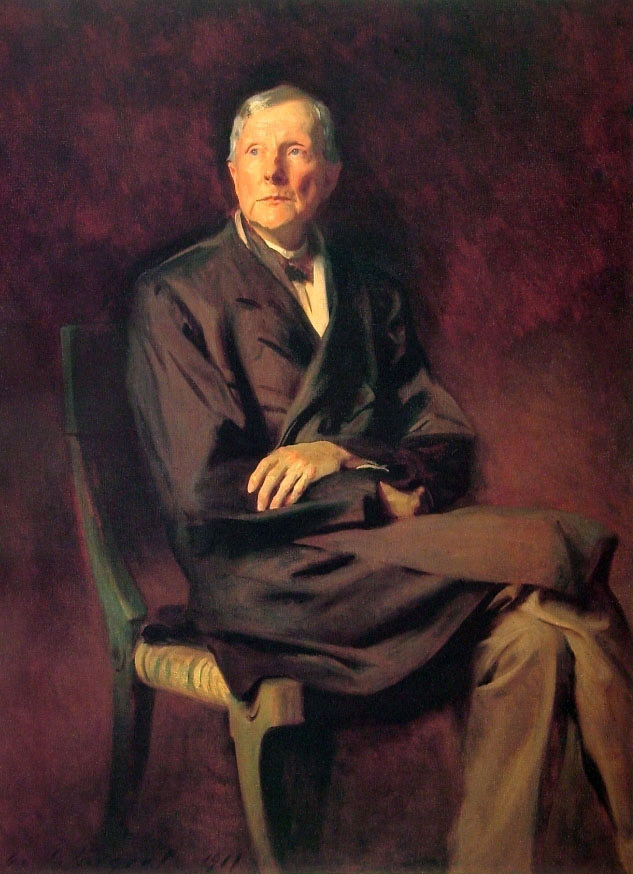
1917 ritratto di John D. Rockefeller, ad opera di John Singer Sargent

Questa seconda rivoluzione industriale fu potenziata da vari fattori: la disponibilità di terra, la diversità del clima e, suo corollario, la diversità economica; l'ampia presenza di canali e fiumi navigabili, in grado di soddisfare i bisogni di trasporto dell'emergente economia industriale; l'abbondanza di risorse naturali, garanzia di estrazione di energia a basso costo; trasporti rapidi e la disponibilità di capitali.
La tecnologia e i trasporti statunitensi permisero alla nazione di diventare pioniera nell'espansione, organizzazione e coordinazione industriale, grazie allo spostamento della produzione dall'artigianato alla fabbrica, innescato dalla prima rivoluzione industriale.
Le ferrovie permisero l'apertura di vasti mercati, aiutando a spiegare la crescente domanda aggregata; costruite da immigrati irlandesi e cinesi, fornirono l'accesso a terre in precedenza difficili da raggiungere. La costruzione di ferrovie incrementò notevolmente la richiesta di capitali, credito, e il valore dei terreni.
Intanto, i progressi tecnologici nella produzione di ferro e acciaio, quali il processo di Bessemer e i forni Martin-Siemens, combinati con innovazioni simili in altri campi, su tutti quello chimico, permisero di migliorare fortemente la produttività e l'efficienza delle industrie. Nuovi mezzi di comunicazione, quali il telegrafo e il telefono consentirono inoltre di coordinare le azioni anche a grande distanza. Anche l'organizzazione del lavoro venne influenzata dall'innovazione, come quando Henry Ford sviluppò l'idea della catena di montaggio e Fredrick Taylor formalizzò l'idea dell'organizzazione scientifica del lavoro.
L'industria imparò a coordinare la diversità delle attività economiche attraverso aree geografiche distinte. Per finanziare le attività su scala così vasta, emersero le imprese come forma dominante di organizzazione del lavoro.
Gli agglomerati industriali crebbero tramite la composizione di trust, ricavando una singola impresa da tante imprese in competizione. I magnati della finanza appoggiarono le politiche governative del laissez-faire. Le alte tariffe protessero le fabbriche statunitensi e i lavoratori dalla competizione estera (che fu praticamente inesistente dopo il 1880); le ferrovie federali sovvenzionate arricchirono investitori, agricoltori e lavoratori ferroviari, e crearono centinaia di città e villaggi; e tutti i rami del governo a qualsiasi livello cercarono in genere di impedire ai lavoratori di organizzarsi in sindacati e di organizzare scioperi.
Potenti industriali come Andrew Carnegie e John D. Rockefeller potevano permettersi un elevato tenore di vita; anche i loro impiegati, essendo i meglio pagati al mondo. In un contesto di sanguinosa competizione per l'accumulazione di beni e ricchezza, il lavoro competente dell'artigiano "vecchio stampo" dovette cedere il passo ad ingegneri e lavoratori specializzati (pagati profumatamente), visto che la nazione vedeva accrescere la sua base tecnologica. Nel frattempo, un flusso persistente di immigrazione garantì la disponibilità di manodopera a basso costo, specie nel settore minerario e in quello manifatturiero.

### Immigrazione
Dal 1840 al 1920 gli Stati Uniti furono raggiunti da un flusso migratorio variegato e senza precedenti, per un totale di circa 37 milioni di individui.
Provenivano dai luoghi più disparati: 6 milioni dalla Germania, 4,5 milioni dall'Irlanda, 4,75 milioni dall'Italia, 4,2 milioni da Inghilterra, Scozia e Galles (anche se l'economia era a pari livelli), altri 4,2 milioni dall'Impero austro-ungarico, 2,3 milioni dalla Scandinavia e 3,3 milioni di persone dalla Russia (per lo più ebrei, polacchi e lituani).
Molti arrivarono dal porto di New York, ma i vari gruppi etnici si stabilirono in posti differenti. New York e altre grandi città della east coast divennero la dimora di molti ebrei, irlandesi e italiani, mentre molti tedeschi e centroeuropei si spostarono nel midwest, lavorando nell'industria e come minatori.
Allo stesso tempo, circa un milione di canadesi migrarono nel New England.
Gli immigrati arrivarono per varie ragioni, che spaziavano dalle opportunità economiche alla ricerca di terra coltivabile, sino alla fuga dalla grande carestia irlandese.
Alcuni irlandesi vennero reclutati direttamente dalle navi nell'esercito unionista durante la guerra di secessione.
Molti immigrati fuggivano da persecuzioni religiose o politiche, specialmente i luterani conservatori dalla Sassonia (Germania) e gli ebrei dalla Russia e dall'Impero Austro-Ungarico nel tardo ottocento per le persecuzioni.
Tutti i lavoratori erano accomunati dalle condizioni di lavoro pericolose e di sfruttamento, prevalenti in gran parte degli Stati Uniti.
Mentre molte persone da varie nazioni entravano negli Stati Uniti, altri non erano i benvenuti ed erano addirittura esclusi per legge.
Leggi quali il Chinese Exclusion Act per i cinesi e il Gentlemen's Agreement per i giapponesi.

## Miseria agraria, populismo e lavoro organizzato

### Le fattorie e l'ascesa populista
A dispetto dei notevoli progressi, le fattorie americane del XIX secolo sperimentarono periodi di avversità ricorrenti. Erano coinvolti molti fattori di base: l'esaurimento dei terreni coltivabili, l'imprevedibilità della natura, un certo declino nell'autosufficienza e la mancanza di aiuti e protezioni legislative adeguati. Ma forse il ruolo primario era giocato dalla sovrapproduzione.
Assieme alle innovazioni meccaniche che aumentarono notevolmente la produzione per unità di superficie, la quantità di terreno coltivato crebbe rapidamente per tutta la seconda metà del secolo, in quanto le ferrovie e la rilocazione degli Indiani delle Pianure, aprirono nuovi spazi dell'ovest agli insediamenti. Una simile espansione delle terre agricole in nazioni quali Canada, Argentina, e Australia creò problemi di sovrapproduzione e prezzi bassi sul mercato internazionale, dove gran parte della produzione agricola statunitense veniva venduta.
Più i coloni andavano ad ovest, più diventavano dipendenti dal monopolio ferroviario per spostare i loro beni sul mercato. Allo stesso tempo i contadini pagavano alti costi per i beni manufatti, a causa delle tariffe protezionistiche sostenute dal Congresso degli Stati Uniti, mosso dagli interessi industriali dei capitalisti degli stati orientali americani. Col tempo, i contadini del midwest e del west si indebitarono ancora maggiormente con le banche che custodivano le loro ipoteche.
La caduta della Confederazione portò grandi cambiamenti nell'agricoltura degli stati del sud. Il più significativo di essi fu la mezzadria, dove un proprietario terriero "condivideva" metà del suo terreno con un coltivatore, in cambio di semi e forniture. È stato stimato che l'80% dei contadini afroamericani e il 40% di quelli bianchi erano soggetti a questo sistema debilitante dopo la guerra di secessione. Molti mezzadri erano attanagliati dai debiti e l'unica loro speranza risiedeva nell'incremento delle coltivazioni; questo portò in breve alla sovrapproduzione di cotone e tabacco (e quindi al declino dei prezzi e degli utili), all'esaurimento del terreno coltivabile e all'incremento della povertà per contadini e proprietari terrieri.
Il primo sforzo organizzato volto alla soluzione dei problemi generali dell'agricoltura fu il Granger movement. Lanciato nel 1867 da impiegati del Dipartimento dell'Agricoltura degli Stati Uniti, si focalizzò inizialmente su attività sociali atte a contrastare l'isolamento incontrato da molte delle famiglie che avevano componenti impiegati nel campo dell'agricoltura. La partecipazione femminile fu incoraggiata apertamente. Spinto dalla crisi economica dei primi anni del 1870, il movimento crebbe presto sino ad avere 20.000 sezioni e un milione e mezzo di membri.
Sebbene fallendo sul lungo periodo, il movimento istanziò un suo proprio mercato: negozi, fabbriche e cooperative. Inoltre vennero raggiunti alcuni risultati politici durante il decennio 1870, tra cui l'adozione da parte di alcuni stati delle Granger Laws, principalmente limitanti delle tariffe ferroviarie e di magazzino.
Il decennio successivo vide l'inizio del declino del Granger movement, sostituito dalla Farmer's Alliances, che nel 1890 vantava un milione e mezzo di membri, da New York alla California. Anche un'organizzazione afroamericana parallela, la Colored Farmers National Alliance raggiunse più di un milione di membri.
Fin dall'inizio le Alleanze erano organizzazioni politiche con programmi economici elaborati; secondo uno dei primi programmi politici lo scopo era di "unire i contadini d'America per proteggerli dalla legislazione classista e dall'invasione di capitali concentrati". Il programma chiedeva anche la regolamentazione, se non la completa nazionalizzazione, delle ferrovie, l'abbassamento delle tariffe, l'introduzione di magazzini controllati dal governo e prestiti a basso interesse.
Durante la fine degli anni 1880, una serie di siccità devastò l'ovest statunitense. Il Kansas Occidentale perse metà della sua popolazione nel giro di quattro anni. A peggiorare le cose, l'imposta McKinley del 1890 fu una delle più alte che il paese abbia mai avuto.
Nel 1890, il livello di sofferenza agraria era ai massimi storici. Lavorando assieme a esponenti solidali del Partito Democratico al sud e con altri partitini ad ovest, l'alleanza agraria si mosse per acquisire potere politico. Da questi elementi emerse un nuovo partito politico, il Partito Populista. Mai prima di allora, nella politica statunitense, c'era stato qualcosa di simile al fervore populista a spazzare le praterie e i campi di cotone. Le elezioni del 1890 portarono il nuovo partito all'interno di coalizioni che controllavano parte dei governi statali in una dozzina di stati del sud e dell'ovest, e mandò un gruppo di senatori e deputati populisti al Congresso.
La prima convention si tenne nel 1892, quando delegati di fattorie, e di organizzazioni del lavoro e riformatrici, si incontrarono a Omaha (Nebraska), decidendo alla fine di lasciare il loro segno su un sistema politico statunitense che vedevano come irreparabilmente corrotto dagli interessi finanziari dei trust industriali e commerciali.
La parte pragmatica della piattaforma populista si concentrava su questioni legate a terra, trasporti e finanza, compreso il conio illimitato dell'argento. I populisti mostrarono una forza impressionante nel sud e nell'ovest, durante le presidenziali del 1892, e il loro candidato raccolse più di un milione di voti. Ma fu la questione monetaria, che metteva a confronto i sostenitori dell'argento con quelli che preferivano l'oro, ad oscurare ben presto tutte le altre questioni. I portavoce degli agrari chiesero un ritorno al conio illimitato dell'argento. Convinti che i loro problemi derivassero da una scarsità di moneta in circolazione, essi sostenevano che incrementare il volume di denaro avrebbe indirettamente fatto salire i prezzi dei prodotti agricoli e innalzato i salari industriali, permettendo quindi di pagare i debiti con una valuta gonfiata.
I gruppi conservatori e le classi finanziarie, d'altra parte, credevano che una tale politica sarebbe stata disastrosa, e insistettero che l'inflazione, una volta avviata, non potesse essere fermata. Le obbligazioni ferroviarie, lo strumento finanziario più importante dell'epoca, erano pagabili in oro. Se le tariffe e i prezzi del trasporto merci fossero state stabilite in dollari d'argento, le ferrovie sarebbero andate in bancarotta nel giro di settimane, gettando centinaia di migliaia di uomini fuori dal mercato del lavoro e distruggendo l'economia industriale. Solo il gold standard, dicevano, offriva stabilità.
Il panico finanziario del 1893 aumentò la tensione del dibattito. Nel sud e nel midwest abbondarono i fallimenti delle banche; la disoccupazione si impennò e i prezzi delle coltivazioni crollarono. La crisi, e l'incapacità del presidente democratico Grover Cleveland nel risolverla, quasi mandarono in pezzi il Partito Democratico.
I democratici, che erano sostenitori dell'argento, assorbirono i resti del movimento populista con l'avvicinarsi delle presidenziali del 1896. La convention democratica di quell'anno fu testimone di uno dei più famosi discorsi della storia politica statunitense. Implorando la convention di non "crocifiggere l'umanità su una croce d'oro", William Jennings Bryan, il giovane sostenitore dell'argento proveniente dal Nebraska, vinse la nomina presidenziale dei democratici. Anche i populisti restanti sostennero Bryan, nella speranza di mantenere qualche influenza avendo una voce interna al movimento di Bryan. Nonostante la vittoria al sud e nell'ovest (ad eccezione di California e Oregon), Bryan perse negli stati più popolosi e industrializzati del nord e dell'est, venendo sconfitto nelle elezioni dal repubblicano William McKinley.
L'anno seguente le finanze del paese iniziarono a migliorare, principalmente grazie ad una ripristinata fiducia del mondo degli affari. Gli "argentisti"—che non si resero conto che la gran parte delle transazioni era gestita con assegni e non con sacchi d'oro—credette che la nuova prosperità fosse dovuta alla scoperta dell'oro nello Yukon. Nel 1898, la Guerra Ispano-Americana distrasse ulteriormente l'interesse della nazione dalle istanze populiste. Se il movimento era morto, le sue idee non lo erano. Una volta che i populisti sposavano un'idea, questa diventava così contaminata che la gran parte dei politici statunitensi la rifiutavano. Solo anni dopo, quando la contaminazione venne dimenticata, fu possibile ottenere riforme populiste, come l'elezione popolare diretta dei senatori.

### La lotta dei lavoratori
La vita di un lavoratore dell'industria statunitense nel XIX secolo non era assolutamente facile. Anche nei periodi buoni le paghe erano basse, la giornata lavorativa lunga e le condizioni di lavoro rischiose. Come pubblicato sul McClure's Magazine nel 1894: "I minatori di carbone respirano quest'atmosfera fino a che i loro polmoni ne diventano pesanti e malati" per soli "cinquantacinque centesimi al giorno". Poco del benessere generato andò alla classe operaia. La situazione era peggiore per donne e bambini, che componevano un'alta percentuale della forza lavoro in alcune industrie e spesso ricevevano solo una frazione della paga che poteva guadagnare un uomo. Periodiche crisi economiche investirono la nazione, erodendo ulteriormente i salari industriali e producendo alti livelli di disoccupazione e di sotto-occupazione.
L'eliminazione della competizione e la creazione dei monopoli, costrinse spesso i lavoratori a lavorare per determinate compagnie, senza possibilità di scelta. Benché lo Sherman Antitrust Act del 1890 vietasse l'esistenza dei monopoli in quanto crimine, le principali aziende trovarono scappatoie che permisero loro di continuare a controllare le industrie nazionali. Le aziende solitamente richiedevano lunghe ore di lavoro estenuante in cambio di paghe basse e nessun benefit.
Allo stesso tempo, le innovazioni tecnologiche, che diedero molto alla produttività della nazione, ridussero continuamente la richiesta di lavoro specializzato e aumentarono quella di lavoro non specializzato. Il bacino di lavoratori generici era in costante crescita, con un numero di immigranti senza precedenti (18 milioni tra il 1880 e il 1910) che entrarono negli USA in cerca di un lavoro.
Prima del 1874, quando il Massachusetts approvò la prima legislazione a livello nazionale che limitava il numero di ore lavorative in fabbrica, per donne e bambini, a 10 al giorno, non esisteva in pratica alcuna legislazione sul lavoro negli USA. In effetti, non fu che negli anni 1930 che il governo federale si impegnò attivamente in questo campo. Fino ad allora la materia era delegata agli stati e alle autorità locali, poche delle quali erano pronte a rispondere ai lavoratori con la stessa velocità con cui rispondevano agli industriali.
Il "crony capitalism", che dominò la seconda metà del XIX secolo e promosse enormi concentrazioni di ricchezza e potere, fu sostenuto da un sistema giuridico che dava sistematicamente torto a chi sfidava il sistema in essere. In questo, i giudici seguivano semplicemente la filosofia prevalente all'epoca. Per usare le parole attribuite a John D. Rockefeller: "la crescita di una grande impresa è semplicemente la sopravvivenza del più adatto". Questo "Darwinismo sociale", così veniva chiamato, aveva molti sostenitori che affermavano che qualsiasi tentativo di regolamentare gli affari equivaleva ad impedire l'evoluzione naturale delle specie.
Tuttavia i costi di questa indifferenza nei confronti delle vittime del capitalismo furono alti. Per milioni di individui le condizioni di lavoro e di vita erano povere, e la speranza di sfuggire ad una vita fatta di povertà, minima. Che l'industrializzazione avesse stretto le maglie della povertà attorno ai lavoratori statunitensi venne ammesso perfino da capitani d'impresa come Andrew Carnegie, che notò "il contrasto tra il palazzo del milionario e il cottage del lavoratore". Ancora nel 1900, gli Stati Uniti avevano il più alto tasso di morti sul lavoro di qualsiasi paese industrializzato del mondo. La maggioranza dei lavoratori industriali lavorava ancora per 10 ore al giorno (12 nell'industria dell'acciaio), guadagnando comunque dal 20 al 40 percento in meno del minimo ritenuto necessario per una vita decente. La situazione era peggiore per i bambini, i cui numeri nella forza lavoro raddoppiarono tra il 1870 e il 1900.

### Organizzazioni dei lavoratori
I primi importanti sforzi per organizzare gruppi di lavoratori su base nazionale comparvero con il Noble Order of the Knights of Labor nel 1869. Originariamente nata come società segreta e ritualistica, organizzata dai lavoratori tessili di Filadelfia, venne aperta a tutti i lavoratori, compresi gli afro-americani, le donne e i contadini. I Knights crebbero lentamente fino a quando riuscirono a far cedere Jay Gould, il grande barone delle ferrovie, durante uno sciopero del 1885. Nel giro di un anno le loro file si ingrossarono di altri 500.000 lavoratori.
I Knights of Labor comunque caddero presto in declino, e il loro posto nel movimento operaio venne preso dall'American Federation of Labor (AFL). Piuttosto che aprire a tutti la partecipazione, l'AFL, guidata da Samuel Gompers, si concentrò sugli operai specializzati. I suoi obiettivi erano "puri e semplici": aumentare i salari, ridurre le ore di lavoro e migliorare le condizioni di lavoro. In questo modo Gompers aiutò a distanziare il movimento operaio dalle posizioni socialiste che erano state sposate dai leader precedenti.
Gli obiettivi dei lavoratori non specializzati, e la mancanza di volontà da parte degli imprenditori di concedergli delle garanzie, produssero alcuni dei conflitti più violenti nella storia della nazione. Il primo di questi fu il grande sciopero delle ferrovie nel 1877, quando i lavoratori ferroviari in tutto il paese si misero in sciopero per rispondere a un taglio dei salari del 10 percento da parte dei padroni. I tentativi di spezzare lo sciopero sfociarono in sanguinose insurrezioni in diverse città: Baltimora, Chicago, Pittsburgh, Buffalo e San Francisco.
Gli incidenti di Haymarket Square si svolsero nel 1886, quando qualcuno lanciò una bomba contro la polizia che stava disperdendo un raduno indetto per protestare contro la morte di due operai che erano stati uccisi dalla polizia durante uno sciopero alla McCormick Harvesting Machine Company di Chicago. Undici persone persero la vita negli scontri, oltre a dozzine di feriti.
Seguirono le rivolte del 1892 alle acciaiarie di Carnegie a Homestead, in Pennsylvania. Venne aperto il fuoco su un gruppo di 300 detective della Pinkerton, che la compagnia aveva assoldato per spezzare uno sciopero duro da parte della "Amalgamated Association of Iron, Steel and Tin Workers", e dieci di questi rimasero uccisi. Come risultato, la Guardia Nazionale venne chiamata a schiacciare gli operai in sciopero; vennero assunti operai non appartenenti ai sindacati e lo sciopero fu interrotto. Ai sindacati non venne permesso di rimettere piede nella fabbrica di Homestead fino al 1937.
Due anni dopo, i tagli ai salari della Pullman Palace Car Company, appena fuori Chicago, portarono ad uno sciopero che, con l'appoggio della American Railway Union, portò rapidamente al fermo dell'industria ferroviaria della nazione. Come usuale durante quel periodo, il governo federale, all'epoca sotto il presidente Grover Cleveland, si schierò dalla parte del mondo degli affari. Il procuratore generale degli Stati Uniti, Richard Olney, egli stesso ex avvocato dell'industria ferroviaria, sostituì tremila uomini nel tentativo di tenere aperte le ferrovie. A questo fece seguito un'ingiunzione della corte federale contro l'interferenza dei sindacati con le operazioni dei treni. Quando i lavoratori si rifiutarono di inchinarsi alle macchinazioni dell'industria ferroviaria e del governo federale, Cleveland—nuovamente—inviò le truppe federali. Lo sciopero venne spezzato.
L'organizzazione della classe operaia più militante dell'epoca fu la Industrial Workers of the World (IWW). Formata da un amalgama di sindacati che combattevano per migliori condizioni nell'industria mineraria dell'ovest, la IWW, o "Wobblies" come venivano comunemente chiamati i suoi membri, conquistò particolare importanza a partire dagli scontri nelle miniere del Colorado del 1903 e per la singolarmente brutale violenza con cui vennero sedati. Invocando apertamente la guerra di classe, i Wobblies si conquistarono molti aderenti dopo aver vinto nel 1912 una difficile battaglia sindacale (lo sciopero del "pane e rose") nell'industria tessile di Lawrence (Massachusetts).

## La nascita dell'imperialismo statunitense

### Il "Nuovo imperialismo"

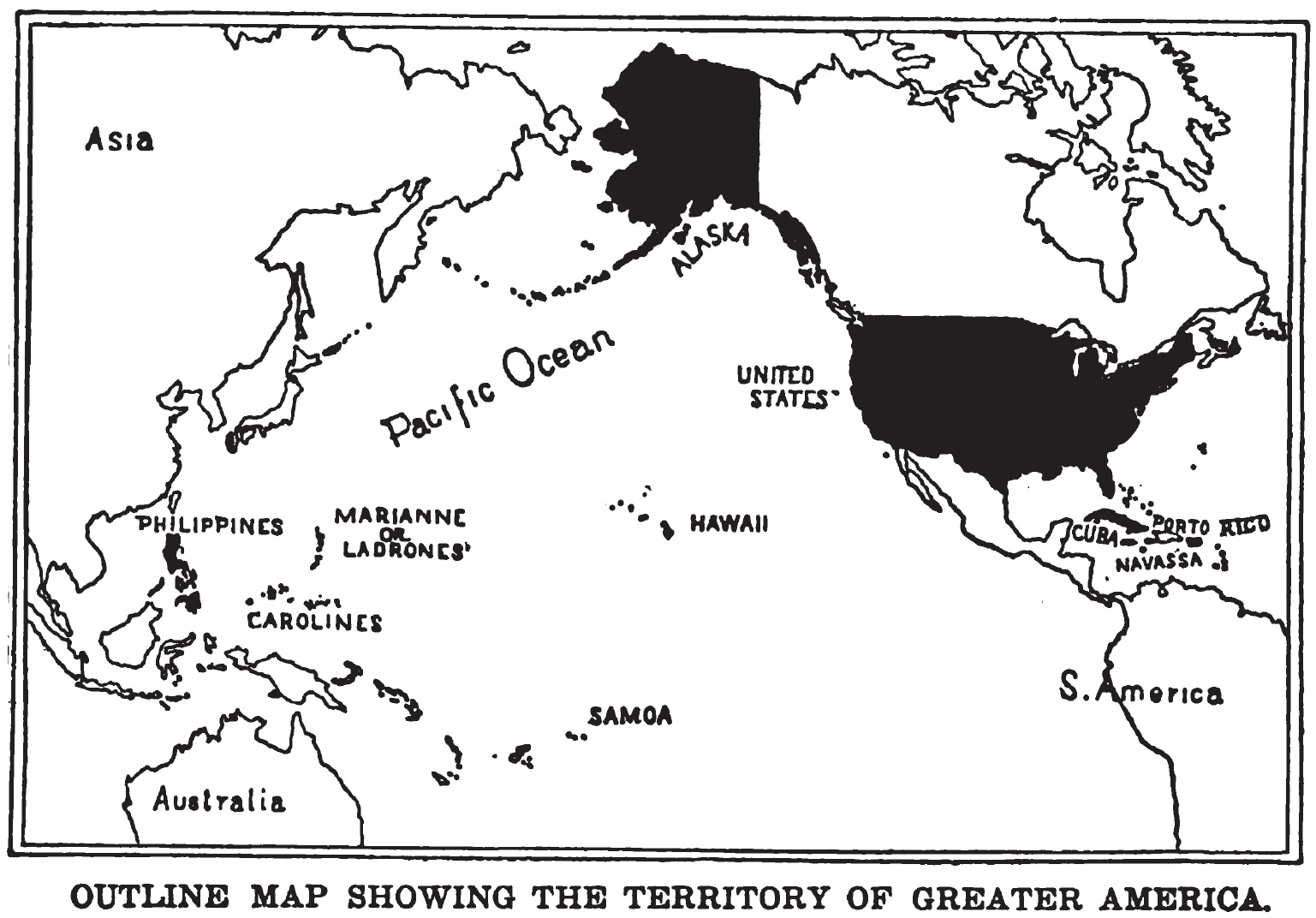
Mappa successiva alla guerra Ispano-Americana della "Greater America", che comprende Cuba e le Filippine

I risultati del censimento del 1890, resi popolari dallo storico Frederick Jackson Turner nel suo scritto intitolato The Significance of the Frontier in American History (Il significato della frontiera nella storia americana), contribuirono alle paure di una scarsità delle risorse naturali. Il Panico del 1893 e la seguente depressione, portarono inoltre alcuni imprenditori e politici a giungere alle stesse conclusioni che influenti imperialisti europei (ad es., Leopoldo II del Belgio, Jules Ferry, Benjamin Disraeli, Joseph Chamberlain, e Francesco Crispi) avevano raggiunto quasi una generazione prima: che l'industria apparentemente si era sovraespansa, producendo più beni di quanti i consumatori interni potessero acquistare.
Come per la Lunga depressione in Europa, che fece sorgere dubbi riguardo alla durevole forza del capitalismo mondiale, le caratteristiche principali del Panico del 1893 compresero deflazione, declino rurale e disoccupazione (indicativa di scarsi consumi), che aggravarono l'aspra protesta della Gilded Age, il movimento populista, la crociata del Free Silver, e le violente dispute operaie come lo Sciopero Pullman.
Similarmente, il periodo post-1873 in Europa, vide un riemergere di organizzazioni operaie più militanti e di cicli di sciopero più ampi. La rapida svolta verso il "Nuovo imperialismo" alla fine del XIX secolo può essere correlata alle depressioni economiche cicliche che colpirono negativamente molti gruppi elitari. Come per la Lunga depressione, periodo di disoccupazione crescente e prezzi deflazionati dei beni manifatturieri, il Panico del 1893 contribuì a rendere più selvaggia la competizione sui mercati, nella crescente "sfera di influenza" degli Stati Uniti, che tendeva a sovrapporsi a quella britannica, in particolare nel Pacifico e in Sud America.
Alcuni politici statunitensi, come Henry Cabot Lodge, William McKinley, e Theodore Roosevelt, sostennero una politica estera aggressiva per portare gli USA fuori dalla depressione della seconda amministrazione di Grover Cleveland, più aggressiva di quanto Cleveland fosse intenzionato a concedere.
Allo stesso modo in cui l'Impero tedesco reagì alla depressione con l'imposizione di protezioni doganali nel 1879, così fecero gli Stati Uniti con l'elezione a presidente di William McKinley, che era salito alla ribalta sei anni prima con l'approvazione della Tariffa McKinley del 1890.
Così come la Germania emerse a grande potenza dopo la vittoria nella Guerra Franco-Prussiana, completando il suo processo di unificazione, gli USA emersero come grande potenza dopo la vittoria nella guerra di secessione. Come le altre grandi potenze industrializzate, gli USA adottarono il protezionismo, si fecero un loro impero coloniale (1898), e costruirono una marina militare potente. Nel Pacifico, fin dalla Restaurazione Meiji, lo sviluppo del Giappone seguì un percorso similare, percorrendo la strada occidentale nell'industrializzazione e nel militarismo, permettendogli di ottenere un punto d'appoggio nella Cina dei Qing.
Come spoglie della Guerra Ispano-Americana, gli USA acquisirono le Filippine e Porto Rico. Benché gli investimenti di capitali statunitensi nei due paesi furono relativamente piccoli, queste colonie furono avamposti strategici per espandere il commercio con l'America Latina e l'Asia, in particolare con la Cina.

### La guerra filippino-americana

A partire dal 1898, Emilio Aguinaldo guidò la resistenza all'occupazione USA nelle Filippine, finché non venne catturato dalle forze di occupazione statunitensi nel 1901.

Gli USA strapparono il possesso delle Filippine alla Spagna nel 1898. I nativi di quelle isole avevano già iniziato una guerra d'indipendenza dalla Spagna, un conflitto che continuò contro un nuovo nemico quando gli USA non resero immediatamente indipendenti le Filippine. Questo episodio si rivelò per gli USA il battesimo del fuoco nel costo in vite umane richiesto per essere una potenza coloniale.
Gli Stati Uniti si trovarono in un familiare ruolo coloniale quando soppressero un movimento indipendentista armato nel primo decennio della loro occupazione delle Filippine. Nella successiva (e ampiamente dimenticata) guerra filippino-americana, 4.234 soldati statunitensi persero la vita e altre migliaia vennero feriti. Le perdite militari filippine vennero stimate a circa 20.000. Le perdite di civili filippini, per guerra, fame e malattie, sono sconosciute, ma alcune stime arrivano fino ad un milione, più del 10% della popolazione.
Gli attacchi statunitensi nell'interno prevedevano spesso campagne di "terra bruciata", dove interi villaggi venivano dati alle fiamme e distrutti, veniva praticata la tortura (cura dell'acqua) e i civili venivano forzatamente concentrati in "zone protette". I rapporti riguardanti l'esecuzione di soldati statunitensi, presi prigionieri dai filippini, portarono a rappresaglie sproporzionate da parte delle forze statunitensi. Molti ufficiali e soldati chiamarono la guerra un'"attività di uccisione dei negri".
Durante l'occupazione statunitense, l'inglese venne dichiarato lingua ufficiale, anche se le lingue della popolazione filippina erano spagnolo, visayan, tagalog, ilokano e altre lingue native. Seicento insegnanti statunitensi vennero inviati a bordo della USS Thomas. Inoltre la Chiesa cattolica venne smantellata, e una considerevole quantità di terreni della Chiesa vennero acquistati e ridistribuiti.
Nel 1914, Dean C. Worcester, Segretario agli Interni statunitense per le Filippine (1901-1913), descrisse "il regime di civilizzazione e miglioramento che iniziò con l'occupazione statunitense e che risultò nello sviluppo di selvaggi nudi in uomini educati e colti".
Ciononostante, molti americani si opposero profondamente al coinvolgimento nelle Filippine, portando all'abbandono dei tentativi di costruire una base navale permanente da usare come punto di ingresso sul mercato cinese. Nel 1916, il Congresso garantì l'indipendenza delle filippine entro il 1945.

### Gli USA e l'America Latina
Gli USA vennero coinvolti per la prima volta negli affari di Cuba attraverso la Guerra Ispano-Americana. Nel 1901 il Congresso degli Stati Uniti approvò l'emendamento Platt, che poneva severe restrizioni alla libertà finanziaria del governo cubano, garantendo agli USA una base navale nella Baia di Guantánamo, e riservando agli USA il diritto di intervenire negli affari cubani. Cuba venne anche pressata perché scrivesse le condizioni dell'emendamento Platt nella sua costituzione.
Gli USA erano divenuti interessati nella costruzione di un canale attraverso Panama per collegare l'Oceano Atlantico con l'Oceano Pacifico. Nel 1903, il presidente Theodore Roosevelt sostenne l'indipendenza di Panama dalla Colombia, allo scopo di costruire il Canale di Panama.
Nel 1904, Theodore Roosevelt annunciò il suo "Corollario" alla Dottrina Monroe, dichiarando che gli Stati Uniti sarebbero intervenuti per proteggere i propri interessi nell'emisfero occidentale, se i governi latino-americani si fossero dimostrati incapaci o instabili.
L'interesse statunitense in Nicaragua sorse dal suo possibile uso come percorso alternativo per il canale Atlantico-Pacifico. Nel 1909 il presidente nicaraguense José Santos Zelaya si arrese dopo il trionfo dei ribelli appoggiati dagli USA. A ciò fece seguito l'occupazione statunitense del Nicaragua dal 1912 al 1933.
L'occupazione militare statunitense di Haiti, nel 1915, fece seguito all'esecuzione da parte della folla del leader di Haiti, ma fu largamente giustificata al pubblico statunitense come un consolidamento del controllo statunitense di fronte a una possibile invasione tedesca dell'isola. Le paure di una conquista tedesca era in qualche modo realistica: i tedeschi nel 1914 controllavano l'80% dell'economia; la principale ferrovia era controllata dai banchieri di Amburgo; e i tedeschi avevano perfino finanziato rivoluzioni che tennero il paese in fermento politico. La conquista e i diciannove anni di occupazione furono un altro capitolo nella lunga e triste storia di Haiti.
Una conseguenza della rivoluzione messicana si ebbe nel marzo 1916, quando Pancho Villa guidò 1.500 incursori messicani in un attacco oltre il confine contro Columbus (Nuovo Messico), attaccando un distaccamento della cavalleria statunitense, catturando 100 cavalli e muli, dando fuoco alla città e uccidendo 17 abitanti. Il presidente Woodrow Wilson rispose inviando 12.000 uomini, guidati dal generale John J. Pershing, in Messico all'inseguimento di Villa. Questa "Spedizione contro Pancho Villa" fallì nel suo obiettivo (catturare Villa) e venne ritirata nel febbraio 1917.

## L'era "progressista"

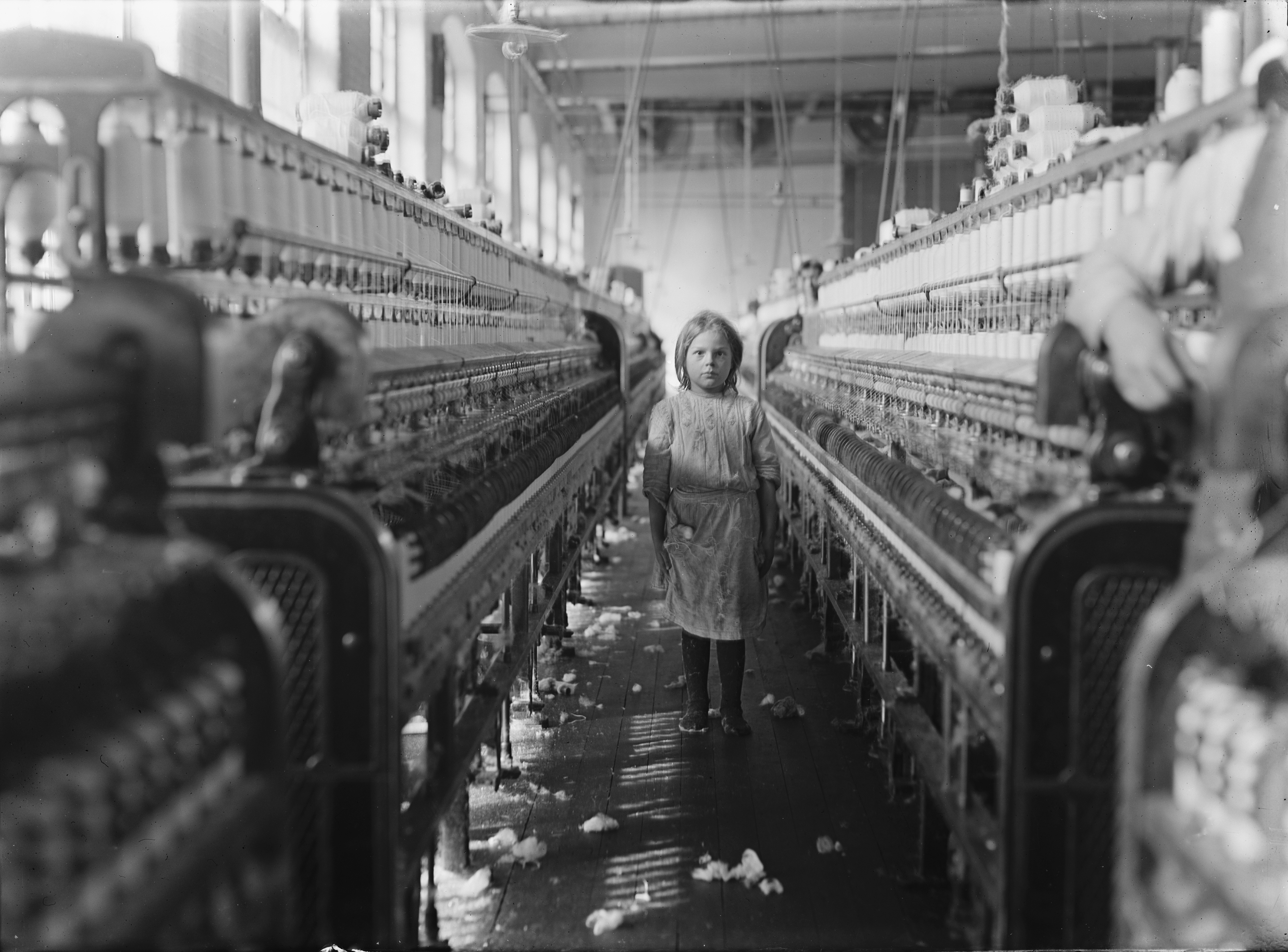
Lavoratori bambini, Newberry, Carolina del Sud, 1908.

L'elezione presidenziale del 1900 diede agli USA una possibilità di passare il giudizio sull'amministrazione McKinley, in particolare sulla sua politica estera. Riunendosi a Filadelfia, i repubblicani espressero soddisfazione circa la riuscita della guerra contro la Spagna, il ripristino della prosperità e lo sforzo per ottenere nuovi mercati tramite la politica della porta aperta. La rielezione di McKinley fu una conclusione scontata.
Ma il presidente non visse abbastanza a lungo da godersi la vittoria. Nel settembre 1901, mentre partecipava ad un'esposizione a Buffalo, McKinley venne ucciso da un immigrato anarchico di origini polacche, Leo Czolgos. Era il terzo presidente a venire assassinato nell'arco di 40 anni, ossia dopo la fine della guerra civile. Theodore Roosevelt, vicepresidente di McKinley, assunse la presidenza.
Negli affari interni, così come in quelli internazionali, l'ascesa di Roosevelt coincise con una nuova epoca nella vita politica americana. Il continente era popolato da non nativi, la frontiera stava scomparendo. Le basi politiche del paese avevano sopportato le vicissitudini della guerra all'estero e di quella civile, le maree di prosperità e depressione. Passi enormi erano stati fatti in agricoltura, nell'attività mineraria e nell'industria.
Comunque, l'influenza della grande finanza, era più radicata che mai, e i governi locali e municipali erano in mano a politici corrotti. Un nuovo spirito dei tempi, noto come "Progressismo", sorse negli anni 1890 e continuò fino all'entrata degli USA nella prima guerra mondiale, nel 1917.
Molti "progressisti" auto-proclamati videro la loro opera come una crociata contro i boss politici e gli industriali corrotti. L'epoca vide un'aumentata domanda per un'effettiva regolamentazione degli affari, un rinnovato impegno per il servizio pubblico, e un'espansione del raggio d'azione del governo per assicurare il benessere e gli interessi della nazione, così come li vedevano i gruppi che facevano pressione per queste richieste. Quasi tutte le figure notevoli dell'epoca, in campo politico, filosofico, scolastico o letterario, erano collegate, almeno in parte, con il movimento riformatore.
Anni prima, nel 1873, il celebrato scrittore Mark Twain aveva esposto la società americana ad uno scrutinio critico con The Gilded Age. Ora, articoli taglienti che trattavano di trust, alta finanza, cibo adulterato e pratiche ferroviarie abusive, iniziarono ad apparire sui quotidiani e nelle riviste popolari come McClure's e Collier's. I loro autori, come la giornalista Ida M. Tarbell, che parteggiò contro lo Standard Oil Trust, divennero noti come "Muckrakers". Nel suo sensazionale romanzo The Jungle, Upton Sinclair espose le condizioni insalubri delle grandi fabbriche di macellazione di Chicago, e la morsa del trust delle bistecche sui rifornimenti di carne della nazione.
L'impatto martellante degli scrittori dell'epoca "progressista" rinforzò gli obiettivi di certi settori della popolazione, specialmente di una classe media che presa tra il grande lavoro e il grande capitale, passò all'azione politica. Molti stati adottarono leggi per migliorare le condizioni in cui la gente viveva e lavorava. Su pressione di importanti critici sociali quali Jane Addams, le leggi sul lavoro minorile vennero rafforzate e di nuove ne vennero adottate, alzando i limiti d'età, riducendo le ore di lavoro, vietando il lavoro notturno e richiedendo la frequenza scolastica.

### La presidenza Roosevelt

Dopo decenni di mercanteggiamenti, il Canale di Panama aprì finalmente nel 1914.

All'inizio del XX secolo, gran parte delle città più grandi e più di metà degli stati avevano istituito una giornata lavorativa di otto ore per la pubblica amministrazione. Parimenti importanti furono le leggi sull'indennizzo dei lavoratori, che rendevano i datori di lavoro legalmente responsabili per gli infortuni sostenuti dai lavoratori sul posto di lavoro. Vennero passate anche nuove leggi sui redditi, le quali, tassando le successioni, gettarono le basi per la contemporanea tassa federale sui redditi.
Roosevelt richiese uno "Square Deal", e iniziò una politica di aumentata supervisione federale, nell'applicazione delle leggi antitrust. In seguito, l'estensione della supervisione governativa sulle ferrovie spinse all'approvazione di importanti leggi regolatorie. Una di queste rese le tariffe pubblicate uno standard legale, e gli spedizionieri responsabili assieme alle ferrovie per i rimborsi.
La sua vittoria nell'elezione presidenziale del 1904 era assicurata. Incoraggiato da un netto trionfo elettorale, Roosevelt richiese regolamentazioni ferroviarie ancor più drastiche, e nel giugno 1906 il Congresso approvò l'Atto Hepburn. Questo diede alla Commissione Interstatale per il Commercio una reale autorità nel regolare le tariffe, estese la giurisdizione della commissione e costrinse le ferrovie a cedere i loro interessi nelle linee di vaporetti e nell'industria del carbone.
Allo stesso tempo il Congresso aveva creato un nuovo Dipartimento del Commercio e del Lavoro, con appartenenza al gabinetto del presidente. Un ufficio del nuovo dipartimento, incaricato di investigare gli affari delle grandi aggregazioni affaristiche, scoprì nel 1907 che la American Sugar Refining Company aveva defraudato il governo di una grossa somma in dazi di importazione. Le successive azioni legali recuperarono più di 4 milioni di dollari e condannarono diversi funzionari dell'azienda.
La conservazione delle risorse naturali della nazione fu uno degli aspetti dell'epoca di Roosevelt. Il presidente aveva richiesto un programma esteso e integrato di conservazione, bonifica e irrigazione, già nel 1901, nel suo primo messaggio annuale al Congresso. Mentre i suoi predecessori avevano destinato 188.000 km² di boschi per la conservazione e i parchi, Roosevelt portò la superficie a 592.000 km² e inizio sforzi sistematici per impedire gli incendi boschivi e per il rimboschimento delle parti deforestate.
Un altro successo di Roosevelt fu l'approvazione da parte del Congresso dalla Pure and Food Act, la prima legge che regolamentava il settore alimentare e farmaceutico.

### Taft e Wilson
La popolarità di Roosevelt era al suo massimo quando si approssimava la campagna presidenziale del 1908, ma egli non voleva rompere la tradizione per cui nessun presidente aveva retto l'incarico per più di due mandati. Appoggiò invece William Howard Taft, che vinse nuovamente le elezioni per i repubblicani e cercò di continuare il programma di riforme del predecessore. Taft, un ex giudice, primo governatore coloniale delle Filippine in mani statunitensi e amministratore del Canale di Panama, fece alcuni progressi. (Per dettagli sulla politica estera statunitense sotto l'amministrazione Taft, si veda Diplomazia del dollaro.)
Taft continuò la persecuzione dei trust, rafforzò ulteriormente la Commissione Interstatale per il Commercio, stabilì un sistema di risparmio postale e un sistema di spedizioni postali, espanse il servizio civile e sponsorizzò l'entrata in vigore di due emendamenti alla costituzione. Il XVI emendamento autorizzava un'imposta progressiva sul reddito (quella che si sarebbe chiamata Income tax), mentre il XVII, ratificato nel 1913, demandava l'elezione diretta dei senatori al popolo, sostituendo il sistema in cui essi venivano scelti dalle legislature degli stati.
A bilanciare in negativo questi conseguimenti ci furono: l'accettazione da parte di Taft di tariffe doganali con un piano protezionistico che scandalizzò l'opinione progressista; la sua opposizione all'ingresso dell'Arizona nell'Unione a causa della sua costituzione progressista; la sua crescente dipendenza dall'ala conservatrice del suo partito. Nel 1910, il partito repubblicano di Taft era diviso e una schiacciante vittoria elettorale a favore dei democratici ridiede a questi il controllo del Congresso.
Due anni dopo, Woodrow Wilson, democratico e governatore progressista dello stato del New Jersey, scese in campo contro Taft, candidato dai repubblicani e contro Roosevelt, il quale, scartato come candidato dalla convention repubblicana, aveva organizzato un terzo partito, i progressisti.
Wilson sconfisse i due rivali. Sotto la sua guida il nuovo Congresso promulgò uno dei più notevoli programmi legislativi della storia statunitense. Il suo primo compito fu la revisione delle tariffe. "Gli obblighi tariffari devono essere alterati", disse Wilson. "Dobbiamo abolire tutto ciò che somigli in qualche modo ad un privilegio". La Tariffa Underwood (1913), fornì una sostanziale riduzione dei tassi su alimentari e materie prime importate, prodotti in cotone e lana, ferro e acciaio, e rimosse i dazi da più di un centinaio di altri beni. Anche se l'atto mantenne molte caratteristiche protezioniste, fu un tentativo genuino di abbassare il costo della vita per i lavoratori statunitensi.
Il secondo punto del programma democratico era rimasto indietro da tempo, l'accurata riorganizzazione dell'inflessibile sistema bancario e valutario. "Il controllo", disse Wilson, "deve essere pubblico, non privato, deve essere conferito al governo, così che le banche possano essere gli strumenti, non le padrone, degli affari e dell'impresa e dell'iniziativa individuale".
Il Federal Reserve Act (1913) fu uno dei più duraturi risultati legislativi di Wilson. Esso impose al sistema bancario esistente una nuova organizzazione che divideva il paese in 12 distretti, con una Federal Reserve Bank in ognuno, tutte supervisionate da un Federal Reserve Board. Queste banche dovevano servire da depositarie delle riserve valutarie delle banche che entravano nel sistema. Fino al Federal Reserve Act, il governo statunitense aveva lasciato in gran parte il controllo della sua erogazione di denaro a banche private non regolamentate. Mentre il mezzo di scambio ufficiale erano le monete d'oro, gran parte dei prestiti e dei pagamenti venivano effettuati con banconote, sostenute dalla promessa di un riscatto in oro. Il problema di questo sistema era che le banche erano tentate ad andare oltre le loro riserve liquide, spingendo a periodici momenti di panico in cui correntisti spaventati correvano a convertire le loro banconote in monete. Col passaggio dell'atto, venne assicurata una maggiore flessibilità nel rifornimento di denaro, e vennero poste condizioni all'emissione di banconote della riserva federale per andare incontro alle richieste del mondo degli affari.
Il successivo compito importante fu la regolamentazione dei trust e l'investigazione degli abusi da parte delle imprese. Il Congresso autorizzò una Federal Trade Commission per emanare ordini che proibivano "metodi sleali di competizione" nel commercio interstatale.
Una seconda legge, il Clayton Antitrust Act, vietò molte pratiche aziendali che erano fino ad allora sfuggite a una specifica condanna; comitati direttivi interconnessi, discriminazione dei prezzi tra gli acquirenti, uso delle ingiunzioni nelle dispute sindacali e proprietà da parte di un'impresa di un insieme di aziende simili.
Il Federal Workingman's Compensation Act del 1916 autorizzò indennità per gli impiegati del pubblico impiego federale, per le invalidità occorse sul luogo di lavoro. L'Adamson Act dello stesso anno stabilì una giornata lavorativa di otto ore per i lavoratori ferroviari. Questo record di conquiste fece ottenere a Wilson un posto saldo nella storia statunitense, come uno dei più importanti riformatori politici della nazione. Comunque, la sua reputazione interna sarebbe presto stata oscurata dai suoi record come presidente in tempo di guerra, che portò il suo paese alla vittoria, ma che non poté mantenere il supporto della popolazione per la pace che ne seguì.

## Prima guerra mondiale

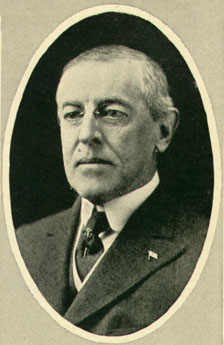
Woodrow Wilson

Mantenendo fermamente la neutralità quando la prima guerra mondiale scoppiò nel 1914, gli USA entrarono in guerra contro la Germania solo dopo che questa annunciò che avrebbe condotto una guerra sottomarina indiscriminata che avrebbe riguardato anche i convogli neutrali, e gli USA scoprirono che i tedeschi avevano tentato di chiedere al Messico di entrare in guerra contro gli Stati Uniti, in caso questi avessero dichiarato guerra alla Germania. Le simpatie di molti influenti politici e industriali avevano favorito la causa di britannici e francesi fin dall'inizio della guerra; comunque, un considerevole numero di cittadini (tra cui molti di origine irlandese e tedesca) erano fermamente contrari ad un coinvolgimento statunitense nel conflitto europeo (almeno al fianco dei britannici), e il voto del Congresso, il 6 aprile 1917, per la dichiarazione di guerra, fu tutt'altro che unanime.
Internamente, tutto ciò che riguardava la Germania, comprese lingua e cultura, venne messo da parte durante la guerra (ad esempio i sauerkraut, i crauti, vennero ribattezzati "liberty cabbage" ovvero "cavoli della vittoria"). Alcuni tedeschi-americani che si espressero contro la guerra o si mostrarono dispiaciuti in altro modo agli altri cittadini, vennero sottoposti a molestie o arresti. Un numero ignoto di tedeschi-americani potrebbero aver anglicizzato il loro nome e nascosto le loro radici culturali durante questo periodo, così da non distinguersi dalla massa.
Più in generale, l'amministrazione Wilson creò il Comitato sull'Informazione Pubblica (CPI), non solo per controllare l'informazione di guerra, ma anche per fornire propaganda a favore della guerra. L'American Protective League, che lavorò con l'FBI, fu una delle tante "associazioni patriottiche" private e di destra, che spuntò per sostenere la guerra e, allo stesso tempo, combattere i sindacati e le varie organizzazioni pacifiste e di sinistra. Il Congresso statunitense approvò, e Wilson firmò, l'Atto sullo spionaggio del 1917 e l'Atto sulla sedizione del 1918. L'Atto sulla sedizione criminalizzava qualsiasi espressione di opinione che usasse un "linguaggio sleale, profano, scurrile o abusivo" nei confronti del governo statunitense, della bandiera o delle forze armate. Le azioni di polizia del governo, i gruppi di vigilantes privati e la pubblica isteria di guerra, compromisero seriamente le libertà civili di molti leali americani che semplicemente erano in disaccordo con la politica di Wilson.
Sui campi di battaglia francesi, l'arrivo di fresche divisioni americane si rivelò cruciale nel rinvigorire le logore armate alleate, nell'estate del 1918, quando riuscirono a respingere l'ultima potente offensiva tedesca (Offensive di primavera), e avanzarono con l'offensiva alleata finale (Offensiva dei cento giorni). Con la vittoria conseguita sulla Germania pochi mesi dopo, l'11 novembre 1918, Regno Unito, Francia e Italia imposero severe sanzioni economiche alla Germania con il Trattato di Versailles. Il Senato degli Stati Uniti non ratificò il trattato; gli USA firmarono invece paci separate con la Germania e i suoi alleati. Il Senato si rifiutò anche di entrare nella neonata Società delle Nazioni alle condizioni di Wilson, e questi respinse la proposta di compromesso fatta dal Senato.
Nonostante la richiesta di Wilson per dei termini di pace più accettabili dalla Germania, l'impatto economico delle riparazioni richieste alla Germania dal Trattato di Versailles fu pesante e causa diretta dell'ascesa di Hitler e quindi della II guerra mondiale in Europa. L'addizionale fallimento del trattato per andare incontro alle richieste imperiali e coloniali del Giappone, aiutò a gettare le basi per la crescita della dittatura militare giapponese e quindi della II guerra mondiale nel Pacifico.